# Mike Muscala
Michael Peter Muscala, né le 1er juillet 1991 à Saint Louis Park dans le Minnesota, est un joueur américain de basket-ball évoluant au poste de pivot voire d'ailier fort et mesurant 2,08 m.

## Biographie

### Carrière universitaire
Entre 2009 et 2013, Muscala fait sa carrière universitaire au Bison de l'université Bucknell.

### Carrière professionnelle

#### Obradoiro CAB (2013-2014)
Lors de la Draft 2013 de la NBA, il est sélectionné à la 44e position par les Mavericks de Dallas. Il est transféré avec le 16e choix Lucas Nogueira et le meneur Jared Cunningham aux Hawks d'Atlanta contre le 18e choix Shane Larkin.
Muscala n'est pas retenu dans l'effectif des Hawks et part jouer en Espagne, au Obradoiro CAB avec qui il signe un contrat d'un an le 1er août 2013. Il est nommé meilleur joueur de la Liga ACB lors de la 18e journée (ex æquo avec Andy Panko).

#### Hawks d'Atlanta (2014-2018)
Le 25 février 2014, il quitte l'Espagne et retourne aux États-Unis. Le 27 février, il signe un contrat de deux ans avec les Hawks. Le 2 mars 2014, lors de la défaite des Hawks chez les Suns de Phoenix, il fait ses débuts en NBA où il marque 4 points et prend 5 rebonds.
Le 6 décembre 2014, Muscala est envoyé chez les Mad Ants de Fort Wayne, en D-League. Deux jours plus tard, il est rappelé par les Hawks. Le 19 décembre, il est renvoyé chez les Mad Ants. Le lendemain, il est de nouveau rappelé par les Hawks.
Le 25 juillet 2017, il prolonge son contrat avec les Hawks.
Le 22 juin 2018, il active son option de joueur sur son contrat avec les Hawks.

#### 76ers de Philadelphie (2018-2019)
Le 25 juin 2018, Muscala est transféré aux 76ers de Philadelphie en échange de Justin Anderson et Timothé Luwawu-Cabarrot.

#### Lakers de Los Angeles (fév.-juin 2019)
Le 6 février 2019, il est transféré aux Clippers de Los Angeles, avec Wilson Chandler, Landry Shamet, un premier tour de draft 2020, un premier tour de draft 2021, un second tour de draft 2021 et un second tour de draft 2023 en échange de Tobias Harris, Boban Marjanović et Mike Scott.
Le 7 février 2019, il est transféré aux Lakers de Los Angeles, avec une somme d'argent contre Michael Beasley et Ivica Zubac.
Le 1er juillet 2019, Muscala devient agent libre.

#### Thunder d'Oklahoma City (2019-2023)
Le 10 juillet 2019, il signe avec le Thunder d'Oklahoma City.
Agent libre à l'été 2021, Mike re-signe avec le Thunder pour un contrat de 7 millions de dollars sur deux ans.
Le 1er juillet 2022, Muscala re-signe avec le Thunder pour un contrat vétéran de 2,5 millions de dollars sur deux ans.

#### Celtics de Boston (février-juin 2023)
En février 2023, il est transféré aux Celtics de Boston contre Justin Jackson et des choix de draft,.

#### Wizards de Washington (2023-2024)
Fin juin 2023, il est transféré aux Wizards de Washington dans le cadre d'un échange à trois équipes.

#### Pistons de Détroit (janvier-février 2024)
En janvier 2024, il est envoyé vers les Pistons de Détroit avec Danilo Gallinari contre Marvin Bagley et Isaiah Livers. Il est coupé fin février 2024.

#### Retour au Thunder d'Oklahoma City (mars-mai 2024)
Début mars 2024, il revient au Thunder d'Oklahoma City et s'y engage jusqu'à la fin de saison.
En juillet 2024, Muscala annonce prendre sa retraite sportive.

## Statistiques

### Universitaires
| Saison    | Équipe   | Matchs | Titul. | Min./m | % Tir | % 3pts | % LF | Rbds/m. | Pass/m. | Int/m. | Ctr/m. | Pts/m. |
| --------- | -------- | ------ | ------ | ------ | ----- | ------ | ---- | ------- | ------- | ------ | ------ | ------ |
| 2009-2010 | Bucknell | 30     | 16     | 24,8   | 46,2  | 30,0   | 80,6 | 4,93    | 0,77    | 0,30   | 2,17   | 9,87   |
| 2010-2011 | Bucknell | 34     | 34     | 27,8   | 51,7  | 36,4   | 81,6 | 7,26    | 1,38    | 0,41   | 1,97   | 14,91  |
| 2011-2012 | Bucknell | 35     | 35     | 29,9   | 50,4  | 35,0   | 85,3 | 9,09    | 1,80    | 0,46   | 1,69   | 17,09  |
| 2012-2013 | Bucknell | 34     | 34     | 31,7   | 50,9  | 25,0   | 78,9 | 11,12   | 2,29    | 0,50   | 2,32   | 18,74  |
| Total     | Total    | 133    | 119    | 28,7   | 50,1  | 31,3   | 81,9 | 8,20    | 1,59    | 0,42   | 2,03   | 15,32  |

### Professionnelles

#### Saison régulière NBA
| Saison    | Équipe        | Matchs | Titul. | Min./m | % Tir | % 3pts | % LF  | Rbds/m. | Pass/m. | Int/m. | Ctr/m. | Pts/m. |
| --------- | ------------- | ------ | ------ | ------ | ----- | ------ | ----- | ------- | ------- | ------ | ------ | ------ |
| 2013-2014 | Atlanta       | 20     | 0      | 10,7   | 42,5  | 0,0    | 100,0 | 2,60    | 0,35    | 0,15   | 0,50   | 3,80   |
| 2014-2015 | Atlanta       | 40     | 8      | 12,6   | 55,0  | 40,9   | 88,0  | 2,98    | 0,62    | 0,40   | 0,47   | 4,92   |
| 2015-2016 | Atlanta       | 60     | 0      | 9,4    | 50,0  | 30,8   | 79,5  | 1,95    | 0,57    | 0,22   | 0,45   | 3,25   |
| 2016-2017 | Atlanta       | 70     | 3      | 17,7   | 50,4  | 41,8   | 76,6  | 3,43    | 1,36    | 0,43   | 0,59   | 6,21   |
| 2017-2018 | Atlanta       | 53     | 7      | 20,0   | 45,8  | 37,1   | 91,9  | 4,34    | 0,96    | 0,58   | 0,51   | 7,64   |
| 2018-2019 | Philadelphie  | 47     | 6      | 22,2   | 39,2  | 34,2   | 81,8  | 4,26    | 1,32    | 0,38   | 0,57   | 7,43   |
| 2018-2019 | L.A. Lakers   | 17     | 4      | 15,6   | 43,4  | 36,8   | 87,5  | 2,59    | 0,82    | 0,24   | 0,65   | 5,88   |
| 2019-2020 | Oklahoma City | 42     | 2      | 12,2   | 40,7  | 37,8   | 81,8  | 2,30    | 0,85    | 0,19   | 0,26   | 4,81   |
| 2020-2021 | Oklahoma City | 35     | 0      | 18,4   | 44,6  | 37,0   | 91,7  | 3,77    | 0,80    | 0,23   | 0,31   | 9,69   |
| 2021-2022 | Oklahoma City | 43     | 0      | 13,8   | 45,6  | 42,9   | 84,2  | 3,00    | 0,50    | 0,40   | 0,60   | 8,00   |
| Total     | Total         | 432    | 30     | 15,5   | 45,8  | 37,7   | 84,7  | 3,20    | 0,90    | 0,30   | 0,50   | 6,20   |

#### Playoffs NBA
| Saison | Équipe        | Matchs | Titul. | Min./m | % Tir | % 3pts | % LF  | Rbds/m. | Pass/m. | Int/m. | Ctr/m. | Pts/m. |
| ------ | ------------- | ------ | ------ | ------ | ----- | ------ | ----- | ------- | ------- | ------ | ------ | ------ |
| 2014   | Atlanta       | 2      | 0      | 2,6    | 0,0   | 0,0    | 0,0   | 0,00    | 0,00    | 0,00   | 0,00   | 0,00   |
| 2015   | Atlanta       | 10     | 0      | 10,2   | 60,6  | 25,0   | 0,0   | 1,80    | 0,10    | 0,10   | 0,30   | 4,20   |
| 2016   | Atlanta       | 9      | 0      | 7,4    | 50,0  | 33,3   | 100,0 | 1,89    | 0,33    | 0,00   | 0,11   | 2,67   |
| 2017   | Atlanta       | 6      | 0      | 13,5   | 27,8  | 0,0    | 87,5  | 2,67    | 0,33    | 0,17   | 0,50   | 2,83   |
| 2020   | Oklahoma City | 2      | 0      | 10,0   | 50,0  | 100,0  | 0,0   | 2,00    | 0,50    | 0,00   | 0,00   | 1,50   |
| Total  | Total         | 29     | 0      | 9,5    | 48,0  | 26,3   | 90,0  | 1,90    | 0,20    | 0,10   | 0,20   | 3,00   |

## Palmarès

### Universitaire
- 2× AP Honorable Mention All-American (2011, 2013)
- 2× Patriot League Player of the Year (2011, 2013)
- 3× First-team All-Patriot League (2011, 2012, 2013)
- Third-team Academic All-America (2013)

## Records sur une rencontre en NBA
Les records personnels de Mike Muscala en NBA sont les suivants, :
| Type de statistique        | Saison régulière | Saison régulière            | Saison régulière | Playoffs | Playoffs                 | Playoffs      |
| Type de statistique        | Record           | Adversaire                  | Date             | Record   | Adversaire               | Date          |
| -------------------------- | ---------------- | --------------------------- | ---------------- | -------- | ------------------------ | ------------- |
| Points                     | 24               | @ Timberwolves du Minnesota | 28 mars 2018     | 10       | @ Cavaliers de Cleveland | 4 mai 2016    |
| Paniers marqués            | 8                | 3 fois                      | 3 fois           | 4        | 3 fois                   | 3 fois        |
| Paniers tentés             | 14               | Pacers de l'Indiana         | 28 février 2018  | 6        | @ Wizards de Washington  | 19 avril 2017 |
| Paniers à 3 points réussis | 6                | @ Trail Blazers de Portland | 25 janvier 2021  | 2        | @ Cavaliers de Cleveland | 4 mai 2016    |
| Paniers à 3 points tentés  | 11               | Bulls de Chicago            | 24 janvier 2022  | 2        | 4 fois                   | 4 fois        |
| Lancers francs réussis     | 9                | Suns de Phoenix             | 19 novembre 2018 | 4        | @ Wizards de Washington  | 16 avril 2017 |
| Lancers francs tentés      | 11               | Suns de Phoenix             | 19 novembre 2018 | 4        | 2 fois                   | 2 fois        |
| Rebonds offensifs          | 6                | 2 fois                      | 2 fois           | 4        | Wizards de Washington    | 22 avril 2017 |
| Rebonds défensifs          | 9                | 2 fois                      | 2 fois           | 6        | @ Wizards de Washington  | 19 avril 2017 |
| Rebonds totaux             | 13               | @ Pistons de Détroit        | 31 mars 2015     | 6        | 2 fois                   | 2 fois        |
| Passes décisives           | 7                | @ Lakers de Los Angeles     | 10 février 2021  | 1        | 7 fois                   | 7 fois        |
| Interceptions              | 4                | Suns de Phoenix             | 7 avril 2015     | 1        | 2 fois                   | 2 fois        |
| Contres                    | 4                | 2 fois                      | 2 fois           | 2        | @ Wizards de Washington  | 19 avril 2017 |
| Balles perdues             | 4                | 2 fois                      | 2 fois           | 2        | 2 fois                   | 2 fois        |
| Minutes jouées             | 38               | Jazz de l'Utah              | 7 avril 2019     | 23       | @ Wizards de Washington  | 19 avril 2017 |

- Double-double : 4
- Triple-double : 0

Dernière mise à jour : 15 juillet 2022